# Дивное (Белогорский район)
Ди́вное (до 1948 года Мурзако́й; укр. Дивне, крымскотат. Mırzaköy, Мырзакой) — село в Белогорском районе Республики Крым, в составе Муромского сельского поселения (согласно административно-территориальному делению Украины — Муромского сельсовета Автономной Республики Крым).

## Население
| 2001 | 2014 |
| ---- | ---- |
| 29   | ↘20  |

Всеукраинская перепись 2001 года показала следующее распределение по носителям языка
| Язык             | Процент |
| ---------------- | ------- |
| крымскотатарский | 86.21   |
| русский          | 13.79   |

### Динамика численности
| - 1805 год — 92 чел. - 1864 год — 90 чел. - 1889 год — 245 чел. - 1892 год — 77 чел. - 1900 год — 206 чел. | - 1915 год — 98 чел. - 1926 год — 164 чел. - 2001 год — 29 чел. - 2009 год — 21 чел. - 2014 год — 20 чел. |

## Современное состояние
На 2017 год в Дивном числится 3 улицы — Лесная, Полевая и Центральная; на 2009 год, по данным сельсовета, село занимало площадь 15,9 гектара на которой, в 8 дворах, проживал 21 человек.

## География
Село Дивное находится на северо-востоке района. Расположено на северном склоне горного массива Кубалач Внутренней гряды Крымских гор, в Мурзакойской балке. Высота центра села над уровнем моря — 277 м. Соседние сёла: Сенное — менее километра к западу и Кривцово в 2,5 км севернее. Расстояние до райцентра — около 26 километров (по шоссе). Расстояние до железнодорожной станции Кировская (на линии Джанкой — Феодосия) — примерно в 44 километрах.

## История
Первое документальное упоминание села встречается в Камеральном Описании Крыма… 1784 года, судя по которому, в последний период Крымского ханства Мурза-кюй входил в Ширинский кадылык Кефинского каймаканства. После присоединения Крыма к России (8) 19 апреля 1783 года, (8) 19 февраля 1784 года, именным указом Екатерины II сенату, на территории бывшего Крымского Ханства была образована Таврическая область и деревня была приписана к Левкопольскому, а после ликвидации в 1787 году Левкопольского — к Феодосийскому уезду Таврической области. После Павловских реформ, с 1796 по 1802 год, входила в Акмечетский уезд Новороссийской губернии. По новому административному делению, после создания 8 (20) октября 1802 года Таврической губернии, Мурзакой был включён в состав Кокташской волости Феодосийского уезда.
По Ведомости о числе селений, названиях оных, в них дворов… состоящих в Феодосийском уезде от 14 октября 1805 года, в деревне Мурзакой числилось 16 дворов и 92 жителя, исключительно крымских татарина. На военно-топографической карте генерал-майора Мухина 1817 года обозначен Мурзакой с 28 дворами. После реформы волостного деления 1829 года Мурзакой, согласно «Ведомости о казённых волостях Таврической губернии 1829 года» остался в составе Кокташской волости. На карте 1836 года в деревне 41 двор, как и на карте 1842 года.
В 1860-х годах, после земской реформы Александра II, деревню приписали к Салынской волости того же уезда. В «Списке населённых мест Таврической губернии по сведениям 1864 года», составленном по результатам VIII ревизии 1864 года, Музаркой — владельческая русско-татарская деревня с 20 дворами, 90 жителями и мечетью при безъименных источниках. По обследованиям профессора А. Н. Козловского начала 1860-х годов, в селении «…имелась пресная вода в изобилии из горных родников и ручьёв». На трёхверстовой карте Шуберта 1865—1876 года в деревне Мурза-Кой обозначено 14 дворов. В «Памятной книге Таврической губернии 1889 года» по результатам Х ревизии 1887 года записан Мурзакой с 45 дворами и 245 жителями. На верстовой карте 1890 года в деревне обозначено 50 дворов с татарским населением.
После земской реформы 1890-х годов деревня осталась в составе Салынской волости. По «…Памятной книжке Таврической губернии на 1892 год» в Мурзакое, не входившей ни в одно сельское общество, числилось 77 безземельных жителей, домохозяйств не имеющих. По «…Памятной книжке Таврической губернии на 1902 год» в деревне Мурзакой, входившей в Кабурчакское сельское общество, числилось 206 жителей, домохозяйств не имеющих. По Статистическому справочнику Таврической губернии. Ч.II-я. Статистический очерк, выпуск пятый Феодосийский уезд, 1915 год, в селе Мурзакой (на земле М. П. Ширинского) Салынской волости Феодосийского уезда числилось 16 дворов (все дворы безземельные) со смешанным населением в количестве 98 человек приписных жителей, из которых 46 мужчин и 52 женщины. Жители землёй не владели, в хозяйствах имелось 24 лошади 21 корова. Также записано имение того же Ширинского без населения.
После установления в Крыму Советской власти, по постановлению Крымревкома от 8 января 1921 года была упразднена волостная система и село вошло в состав вновь созданного Карасубазарского района Симферопольского уезда, а в 1922 году уезды получили название округов. 11 октября 1923 года, согласно постановлению ВЦИК, в административное деление Крымской АССР были внесены изменения, в результате которых округа ликвидировались, Карасубазарский район стал самостоятельной административной единицей и село включили в его состав. Согласно Списку населённых пунктов Крымской АССР по Всесоюзной переписи 17 декабря 1926 года, в селе Мурзакой, в составе Тана-Гельдинского сельсовета Карасубазарского района, числилось 36 дворов, все крестьянские, население составляло 164 человека, из них 103 грека, 32 татарина, 26 русских, 3 армян. В 1929 году образован колхоз «Гигант», включавший все сёла сельсовета, из которого в том же году выделен колхоз «Братство», в который вошёл Мурза-Кой.
В 1944 году, после освобождения Крыма от фашистов, согласно Постановлению ГКО № 5859 от 11 мая 1944 года, 18 мая крымские татары были депортированы в Среднюю Азию, а 27 июня, по Постановлению ГКО № 5984сс от 2 июня 1944 года, та же участь постигла местных греков и армян. 12 августа 1944 года было принято постановление № ГОКО-6372с «О переселении колхозников в районы Крыма», в исполнение которого в район завезли переселенцев: 6000 человек из Тамбовской и 2100 — Курской областей, а в начале 1950-х годов последовала вторая волна переселенцев из различных областей Украины. С 25 июня 1946 года Мурзакой в составе Крымской области РСФСР. Указом Президиума Верховного Совета РСФСР, от 18 мая 1948 года, Мурза-Кой был переименован а Дивное. В 1952 году мелкие хозяйства были объединены в колхоз им. М. И. Калинина с центральной усадьбой в Муромском. 26 апреля 1954 года Крымская область была передана из состава РСФСР в состав УССР. Время упразднения Сенновского сельсовета и переподчинения села Хлебновскому пока не установлено: на 15 июня 1960 года село уже числилось в его составе, как и Муромскому — известно, что это произошло до 1 января 1968 года. С 12 февраля 1991 года село в восстановленной Крымской АССР, 26 февраля 1992 года переименованной в Автономную Республику Крым. С 21 марта 2014 года в составе Крыма аннексировано Россией.